# ニクラス・シュタルク
ニクラス・シュタルク（Niklas Stark 、1995年4月14日 - ）は、ドイツ・バイエルン州ノイシュタット・アン・デア・アイシュ出身のプロサッカー選手。ヴェルダー・ブレーメン所属。ポジションは、ディフェンダー。

## 経歴

### クラブ
1.FCニュルンベルクの下部組織出身。2013年4月27日開催のTSG1899ホッフェンハイム戦でブンデスリーガデビュー。このシーズンは計3試合に出場した。2013–14シーズンはトップチームとリザーブチームを行き来し、トップで21試合・リザーブで2試合に出場した。2014–15シーズンも同様にトップとリザーブを行き来し、トップでは初ゴールを含む2ゴールを挙げた。2015-2016シーズンはニュルンベルクで4試合出場した後、8月24日にヘルタ・ベルリンに移籍。
2022年5月28日、ヴェルダー・ブレーメンにフリー移籍で加入することが発表された。

### 代表
各年代でドイツ代表に選出されている。
2019年11月19日、UEFA EURO 2020予選の北アイルランド代表戦でフル代表デビュー。

## 個人成績
| クラブ           | シーズン | リーグ                 | リーグ | リーグ | カップ | カップ | 通算 | 通算 | 出典  |
| クラブ           | シーズン | リーグ                 | 出場   | 得点   | 出場   | 得点   | 出場 | 得点 | 出典  |
| ---------------- | -------- | ---------------------- | ------ | ------ | ------ | ------ | ---- | ---- | ----- |
| ニュルンベルク   | 2012–13  | ブンデスリーガ         | 3      | 0      | 0      | 0      | 3    | 0    | [ 2 ] |
| ニュルンベルク   | 2013–14  | ブンデスリーガ         | 21     | 0      | 0      | 0      | 21   | 0    | [ 3 ] |
| ニュルンベルク   | 2014–15  | 2. ブンデスリーガ      | 26     | 2      | 1      | 0      | 27   | 2    | [ 3 ] |
| ニュルンベルク   | 2015–16  | 2. ブンデスリーガ      | 4      | 1      | 1      | 0      | 5    | 1    | [ 3 ] |
| ニュルンベルク   | 通算     | 通算                   | 54     | 3      | 2      | 0      | 56   | 3    | —     |
| ニュルンベルクII | 2013–14  | レギオナル・バイエルン | 2      | 0      | —      | —      | 2    | 0    | [ 3 ] |
| ニュルンベルクII | 2014–15  | レギオナル・バイエルン | 1      | 0      | —      | —      | 1    | 0    | [ 3 ] |
| ニュルンベルクII | 通算     | 通算                   | 3      | 0      | —      | —      | 3    | 0    | —     |
| ヘルタ・ベルリン | 2015–16  | ブンデスリーガ         | 17     | 2      | 2      | 0      | 19   | 2    | [ 3 ] |
| 総通算           | 総通算   | 総通算                 | 74     | 5      | 4      | 0      | 78   | 5    | —     |